# Ladislav Niklíček
Ladislav Niklíček (9. října 1936 Pardubice – 24. června 1995 Krouna) byl český historik.

## Život
Pocházel z lékarnické rodiny, vyrůstal ve Skutči a maturoval na jedenáctileté střední škole v Poličce.
V letech 1954–1959 vystudoval historii na Filosofické fakultě Univerzity Karlovy, krátce pracoval v Krajském vlastivědném muzeu v Hradci Králové a absolvoval vojenskou službu.  Následně zůstal na fakultě a pracoval coby odborný asistent na katedře dělnického hnutí. Ve své odborné práci se zabýval nejnovějšími československými dějinami. Po srpnu 1968, během normalizace, musel fakultu opustit a nesměl ani přednášet, ani psát knihy či přispívat do časopisů.
Mezi roky 1971 a 1983 však působil coby odborný pracovník na katedře sociálního lékařství na 1. lékařské fakultě Univerzity Karlovy. Následně, v letech 1983 až 1993, byl zaměstnán v kabinetu dějin lékařství a zdravotnictví na pražském Institutu pro další vzdělávání lékařů a farmaceutů (ILF). Pak pokračoval jako vědecký pracovník v archivu Akademie věd České republiky. Od roku 1990 navíc opětovně přednášel na Filosofické fakultě Univerzity Karlovy, na níž se roku 1991 i habilitoval.
Koncem června 1995 tragicky zahynul i s manželkou Emilií při železničním neštěstí u Krouny.

## Dílo
Věnoval se soudobým československým dějinám a historii vědy, především lékařství. Byl autorem studií i článků v odborných časopisech a v periodiku Dějiny a současnost. Sepsal také medailonky osob z oblasti historie a lékařství do publikace Kdo byl kdo v našich dějinách ve 20. století.
- NIKLÍČEK, Ladislav; ŠTEIN, Karel. Dějiny medicíny v datech a faktech. 1. vyd. Praha: Avicenum, 1985. 374 s.

Autorsky se podílel také na tvorbě Encyklopedického slovníku.